# Новопричепиловка
Новопричепиловка (укр. Новопричепилівка) — село,
Петровский сельский совет,
Петропавловский район,
Днепропетровская область,
Украина.
Код КОАТУУ — 1223883705. Население по переписи 2001 года составляло 34 человека.

## Географическое положение
Село Новопричепиловка находится на правом берегу реки Самара,
выше по течению на расстоянии в 0,5 км расположено село Малониколаевка,
ниже по течению на расстоянии в 3 км расположено село Петровка.